# Zagrody (gromada w powiecie puławskim)
Zagrody – dawna gromada, czyli najmniejsza jednostka podziału terytorialnego Polskiej Rzeczypospolitej Ludowej w latach 1954–1972.
Gromady, z gromadzkimi radami narodowymi (GRN) jako organami władzy najniższego stopnia na wsi, funkcjonowały od reformy reorganizującej administrację wiejską przeprowadzonej jesienią 1954 do momentu ich zniesienia z dniem 1 stycznia 1973, tym samym wypierając organizację gminną w latach 1954–1972.
Gromadę Zagrody z siedzibą GRN w Zagrodach utworzono – jako jedną z 8759 gromad na obszarze Polski – w powiecie puławskim w woj. lubelskim na mocy uchwały nr 14 WRN w Lublinie z dnia 5 października 1954. W skład jednostki weszły obszary dotychczasowych gromad Zagrody, Gutanów i Przybysławice ze zniesionej gminy Garbów oraz obszar dotychczasowej gromady Góry ze zniesionej gminy Markuszów w tymże powiecie. Dla gromady ustalono 27 członków gromadzkiej rady narodowej.
1 stycznia 1958 z gromady Zagrody wyłączono wieś i kolonię Góry, włączając je do gromady Markuszów w tymże powiecie.
1 stycznia 1960 gromadę zniesiono, włączając jej obszar do gromad Garbów (wsie Przybysławice i Zagrody, wieś i kolonię Gutanów oraz cukrownię i osadę fabryczną Garbów) i Markuszów (kolonię Cezaryn) w tymże powiecie.
Uwaga: W terminie od 5 października do 12 listopada 1954 w powiecie puławskim istniały dwie jednostki o nazwie gromada Zagrody. Drugą jednostką była gromada Zagrody. Po przeniesieniu tej drugiej do powiatu opolsko-lubelskiego z dniem 13 listopada 1954 prawdopodobieństwo pomyłki zmniejszyło się.